# Калета-Оливия
Калета-Оливия (исп. Caleta Olivia) — город в Аргентине, расположенный на северо-востоке аргентинской провинции Санта-Крус. Население города — 36000 жителей (2001). Город является вторым по численности населения в провинции, после Рио-Гальегос.

## История
Город был основан 20 ноября 1901 года. Лейтенант Эксекель Гуттеро, капитан корабля ВМС Аргентины «Гуардия насьональ», доставил на судне оборудование и рабочих для строительства телеграфной линии к югу от Комодоро-Ривадавия. Поселению было присвоено имя его жены Оливии (Калета означает «небольшой залив», «на входе»).

## Экономика
Основной хозяйственной деятельностью в городе, являются нефть, овцеводство и рыбалка. Порт является центром рыболовства, так же используется для отправки других товаров местного производства.